# Râul Șovățul Mic
Șovățul Mic (Ustia, Șovățul de Sus) este un râu din Republica Moldova, afluent de stânga al râului Camenca din bazinul Prutului. Lățimea medie a albiei constituie 1,5-3,0 m, adâncimea - 0,1-0,5 m, viteza râului variază de la 0,1 până șa 0,3 m/s. În anii secetoși albia râului seacă. Lunca râului are o lățime de 60-100 m.